# Euricania clara
Euricania clara är en insektsart som beskrevs av Kato 1932. Euricania clara ingår i släktet Euricania och familjen Ricaniidae. Inga underarter finns listade i Catalogue of Life.